# 東京都立世田谷工業高等学校
東京都立世田谷工業高等学校（とうきょうとりつ せたがやこうぎょうこうとうがっこう）は、かつて東京都世田谷区成城にあった都立工業高等学校。通称は「世田工（せたこう、よたこう）」。
東京都立小石川工業高等学校と統合して東京都立総合工科高等学校になり全日制は2005年3月に閉課程。定時制は、平成20年度末（2009年3月）にて閉課程し閉校した。学校跡地は、後継の総合工科高校に引き継がれて使用されている。

## 教育課程
- 定時制課程
  - 自動車科
  - 機械科
  - 電気科

## 沿革
- 1940年
  - 1月23日 - 東京府立第二機械工業学校設立認可（機械科・原動機科・金属工業科・電気科）。
  - 4月5日 - 第1回入学式挙行。（府立工芸学校内仮校舎）
  - 8月1日 - 東京府立重機工業学校に校名変更。
- 1941年4月 - 小石川区小石川町仮校舎に移転。
- 1942年5月25日 - 現在地に移転。
- 1943年7月11日 - 都制施行により東京都立重機工業学校に校名変更。
- 1944年3月31日 - 原動機械科を廃止、第二本科認可。
- 1945年3月31日 - 金属工業科を廃止。
- 1946年4月1日 - 電気通信科を設置。
- 1947年4月1日 - 学制改革に伴い併設中学校設置（1949年廃校）。
- 1948年4月1日 - 学制改革により東京都立世田谷工業高等学校と校名変更、第二本科を定時制課程に改組。
- 1949年4月1日 - 機械科・電気科・電気通信科をそれぞれ機械工作課程・電力課程・電気通信課程に改組、自動車課程を設置。
- 1958年4月1日 - 機械工作課程・自動車課程・電カ課程・電気通信課程をそれぞれ機械科・自動車科・電気科・電気通信科に改組。
- 1959年1月1日 - 附属中学校設立認可、4月1日に開校。
- 1963年4月1日 - 電気通信科を電子科と改称。
- 1969年10月20日 - 大学などの学生運動の影響を受けた生徒の一部が、政治活動の自由を求めて数日間にわたり校舎を占拠[1]。
- 1970年 - 附属中学校の募集停止。
- 1973年3月31日 - 附属中学校を廃校。
- 1988年4月1日 - 電子機械科を設置。
- 2002年3月31日 - 電気科閉科。
- 2003年3月31日 - 機械科閉科。
- 2005年3月31日 - 東京都立総合工科高等学校に統廃合のため、全日制が閉課程。
- 2006年 - 定時制を募集停止。
- 2009年3月31日 - 閉校。

## 硬式野球部
硬式野球部は都立では有数の強豪校で、過去、1974年の西東京大会においてベスト4まで勝ち進んだ実績がある（1978年と2004年はベスト8・ベスト16は多数あり）。都立では珍しく野球部専用グランド（両翼92ｍ、中堅120ｍ、外野は芝生）を備え、卒業生にはプロ野球、大学野球、社会人野球で活躍した選手が多く存在する。統廃合により「世田谷工高」として臨んだ2004年の最後の夏には、3年生部員のみで東東京大会準々決勝にまで進出し、同年、都立高校唯一のベスト8進出として話題になった。野球部の伝統は、継承校である都立総合工科高校硬式野球部に引き継がれている。

## 著名な出身者
- 山本一力（小説家）
- 小林正夫（国民民主党参議院議員）
- 倉骨道広（元プロ野球選手）
- 戸塚哲也（元サッカー選手、指導者）
- 仲代達矢（俳優）
- 内田勝一（元早稲田大学教授）